# دوائر أبولونية

شكل 1: الدوائر الأبولونية، كل دائرة زرقاء تتقاطع مع كل دائرة حمراء بزاوية قائمة، والعكس صحيح

في الهندسة الرياضية، تعرف الدوائر الأبولونية (بالإنجليزية: Apollonian circles)‏ على أنها مجموعتين من الدوائر بجيث تتقاطع كل دائرة من المجموعة الأولى مع كل دائرة في المجموعة الثانية بشكل متعامد (زاوية قائمة). وتشكل هذه الدوائر أساس لنظام الإحداثيات القطبية الثنائية. تم اكتشاف هذه الدوائر من قبل أبولونيوس بيرغا الإغريقي.

## تعريف
تعرف مجموعات الدوائر الأبولونية بقطعة مستقيمة CD، بحيث تكون جميع دوائر المجموعة الأولى (الدوائر الزرقاء في الشكل 1) مختلفة من حيث المسافة عن C وD وتكون الدوائر الكبيرة محيطة بالدوائر الصغيرة ولا تشترك أي دائرتين بالمركز. أما دوائر المجموعة الثانية (الدوائر الحمراء في الشكل 1) تمر جميعها من النقطتين C وD.
تسمى مجموعة الدوائر الأولى بمسار النقار × بحيث تكون نسبة المسافة من X إلى C وإلى D هي ثابتة وقيمتها r:
{\displaystyle \left\{X\mid {\frac {d(X,C)}{d(X,D)}}=r\right\}.}
لاحظ أنه يحن تكون r أقرب إلى الصفر، تكون الدائرة أقرب إلى C وحين تكون r تتجه إلى اللانهاية، تكون الدائرة أقرب إلى D. أم حين تكون r=1، فتصبح الدائرة خطا مستقيما وهو الخط المتعامد مع منتصف CD. والمعادلة التي تُعرِف هذه الدوائر كمسار للنقاط هي حالة خاصة من دوائر فيرمنت-ابولونيوس.
أما دوائر المجموعة الثانية (الدوائر الحمراء) فتسمى مسار النقط X التي تكون قيمة زاويتها المحوطة CXD تساوي قيمة محددة هي θ.
{\displaystyle \left\{X\mid \;C{\hat {X}}D\;=\theta \right\}.}
لاحظ أن تقييم θ من صفر إلى π يولد زمرة الدوائر التي تمر بالنقتطين C وD.